# Naturbornholm
NaturBornholm to nowoczesne centrum nauki, którego celem jest popularyzacja wiedzy o geologicznej przeszłości i współczesnej przyrodzie Bornholmu.  Jest wyposażone w multimedialne ekspozycje, posiada ofertę dla turystów indywidualnych, grup zorganizowanych i szkolnych. Honorowym patronem NaturBornholm jest Jego Wysokość Książę Henryk.

## Budynek
NaturBornholm oddano do użytku 16 maja 2000 roku. Obiekt o powierzchni 3800 m² jest jednym z największych  na wyspie. Został zaprojektowany przez Henninga Larsena w stylu minimalizmu skandynawskiego. Fasadę wykonano z gabionów wypełnionych bonholmskim granitem. Budynek rozdziela przeszklony, nawiązujący do doliny szczelinowej korytarz, symbolicznie łączący historię i kulturę Aakirkeby z unikatową naturą wzgórza Klintebakken.

## Wystawy stałe

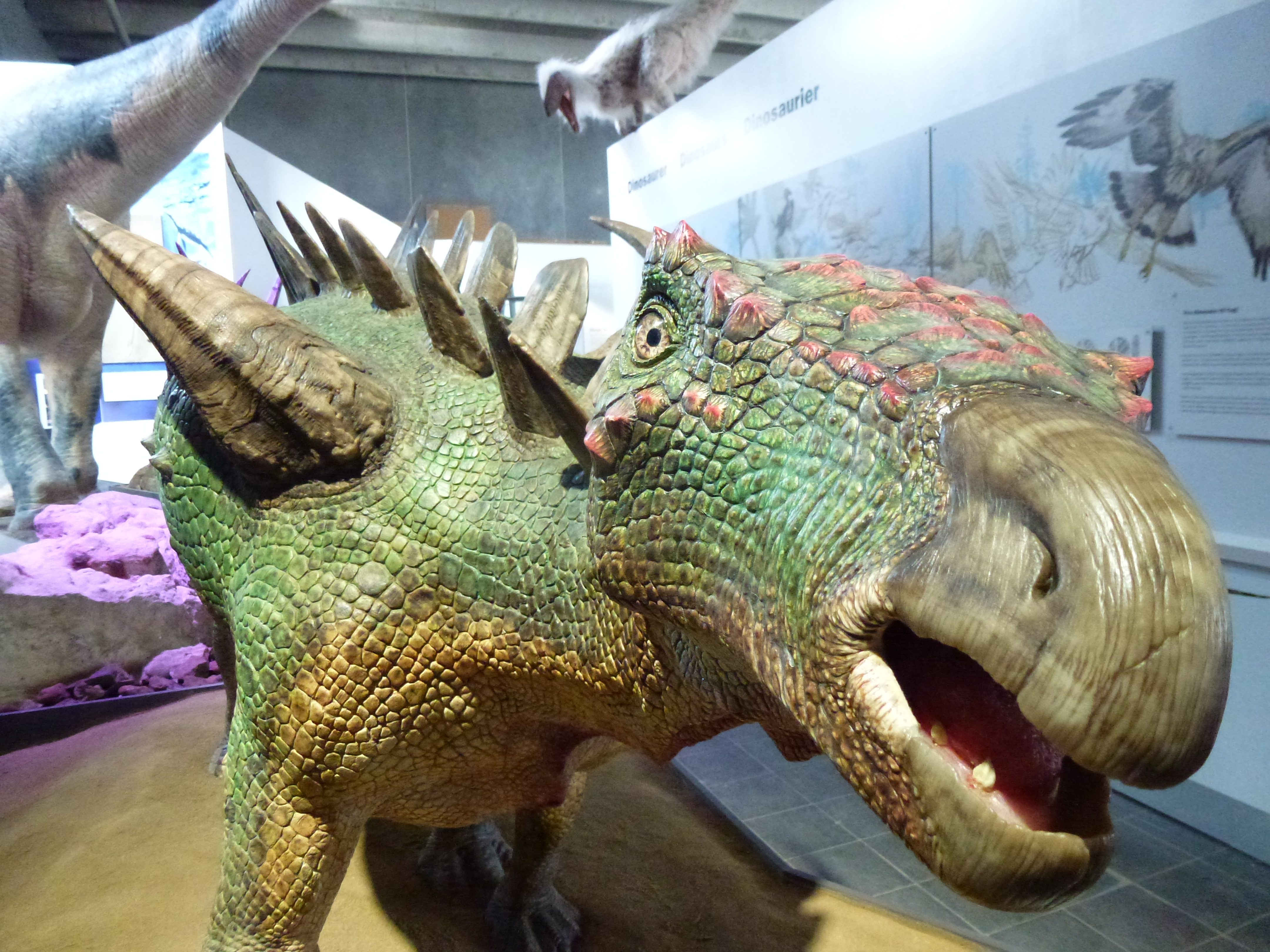
Rekonstrukcja Huajangozaura, Sala Odkryć

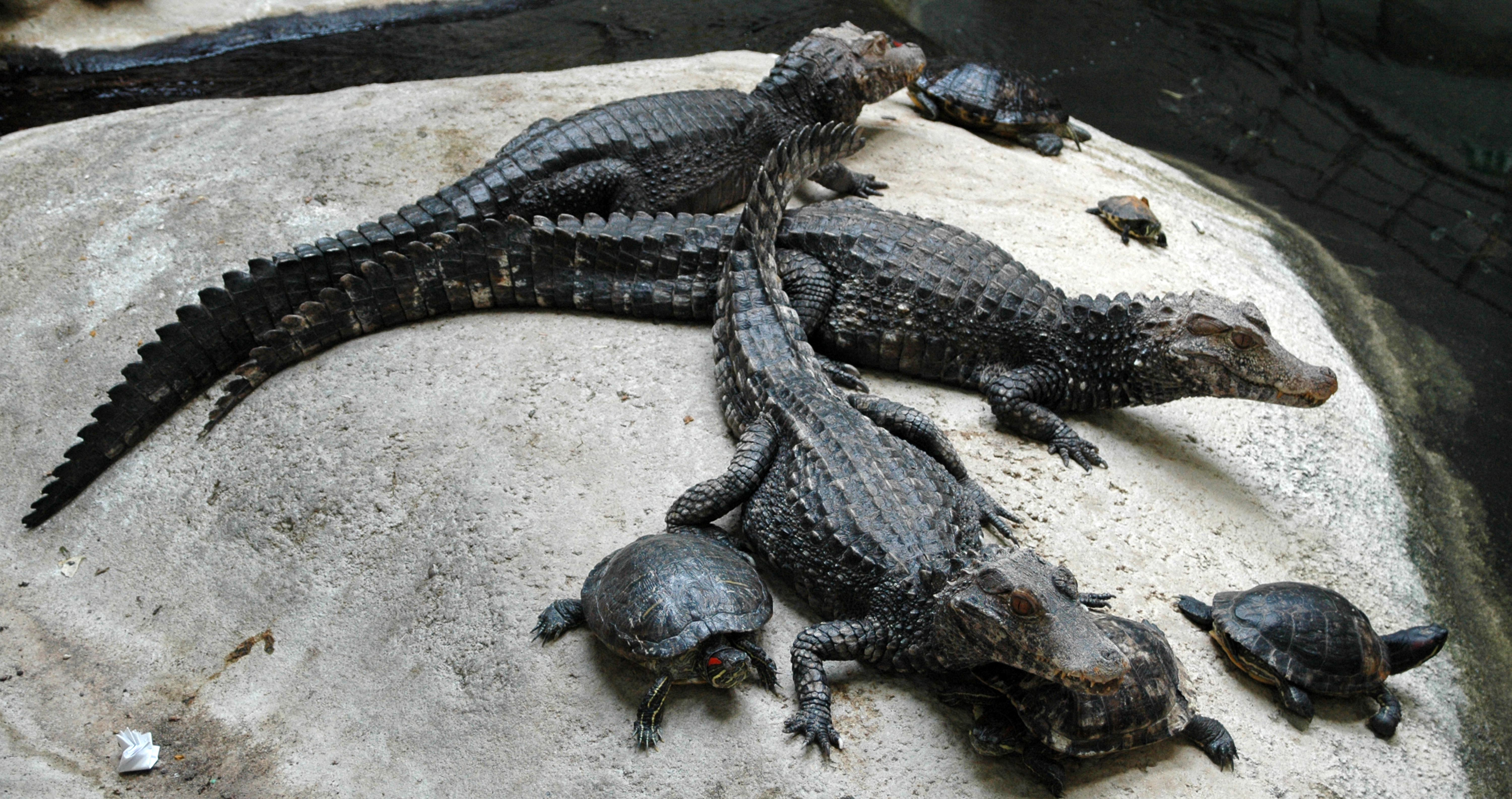
Kajman karłowaty i Żółw czerwonolicy, laguna w Sali Przeszłości

Akwarium bałtyckie w Sali Teraźniejszości

Ekspozycje NaturBornholm są podzielone na trzy części tematyczne:
- Sala Odkryć to eksperymentarium z 13 interaktywnymi wyspami o różnej tematyce m.in. energia i środowisko, skały, skamieniałości, czas, ptaki i inne zwierzęta Bornholmu. Wystawa o duńskich dinozaurach zawiera cenne skamieniałości i realistyczne rekonstrukcje wykonane na podstawie bornholmskich znalezisk. Na Wyspie Aktywności są organizowane zajęcia dla dzieci inspirowane przyrodą Bornholmu.
- Sala Przeszłości rozpoczyna się podróżą w Maszynie Czasu, kinie z efektami specjalnymi, w którym prezentowane są rekonstrukcje krajobrazów z mającej 1,7 mld lat historii wyspy. Po wirtualnej podróży przechodzi się Ścieżką Czasu przez poszczególne okresy geologiczne Bornholmu. Poznaje się też rozwój ewolucyjny zwierząt i roślin np. w lagunie z okresu kredy można spotkać żywe kajmany karłowate, żółwie czerwonolice i ryby oraz model bornholmskiego dromeozaura.
- W Sali Teraźniejszości zaprezentowano różnorodność współczesnych, bornholmskich krajobrazów i sposoby wykorzystywania zasobów wyspy przez człowieka. Obejrzeć można m.in. akwarium z bałtyckimi rybami, terraria z żywymi zwierzętami, wystawę o żyjących na wyspie żubrach i bornholmskich diamentach.

Uzupełnieniem oferty są atrakcje na zewnątrz m.in. rekonstrukcje dinozaurów, stanowisko paleontologiczne i elektryczne samochodziki dla dzieci.

## Otoczenie
Obiekt zbudowano w sąsiedztwie wzgórza Klintebakken, przez które przebiega granica geologiczna. Strefa uskoku powstała 200 mln lat temu w efekcie trzęsienia ziemi. Jego odsłonięty fragment, strefę kontaktową między mającym  1,7 miliarda lat gnejsem, a liczącym 545 milionów lat piaskowcem Nexø, można obserwować tylko w tym miejscu w Europie. Obok, w nieczynnym kamieniołomie Størby, znajduje się liczący 535 mln lat piaskowiec Balka. O morskim pochodzeniu tej skały świadczą dobrze zachowane skamieniałe riplemarki falowe i odciski meduz będące jednym z trzech opisanych stanowisk na świecie. Ze względu na wartość geologiczną cały teren objęto ochroną w 1989 roku.
Przy parkingu NaturBornholm znajdują się skały Bavnet. Obecność rytów naskalnych z epoki brązu w zachodniej części Bavnet dowodzi, że jest to dawne miejsce kultu sprzed około 4000 lat.

## Udogodnienia
Budynek jest przystosowany dla osób niepełnosprawnych. W sąsiedztwie znajduje się bezpłatny parking.